# تاگامویسا
تاگامویسا (استونیایی: Tagamõisa) یک روستا در دهستان سارما، شهرستان ساره در غرب استونی است.